# Liste der chinesischen Botschafter in der Sowjetunion und Russland

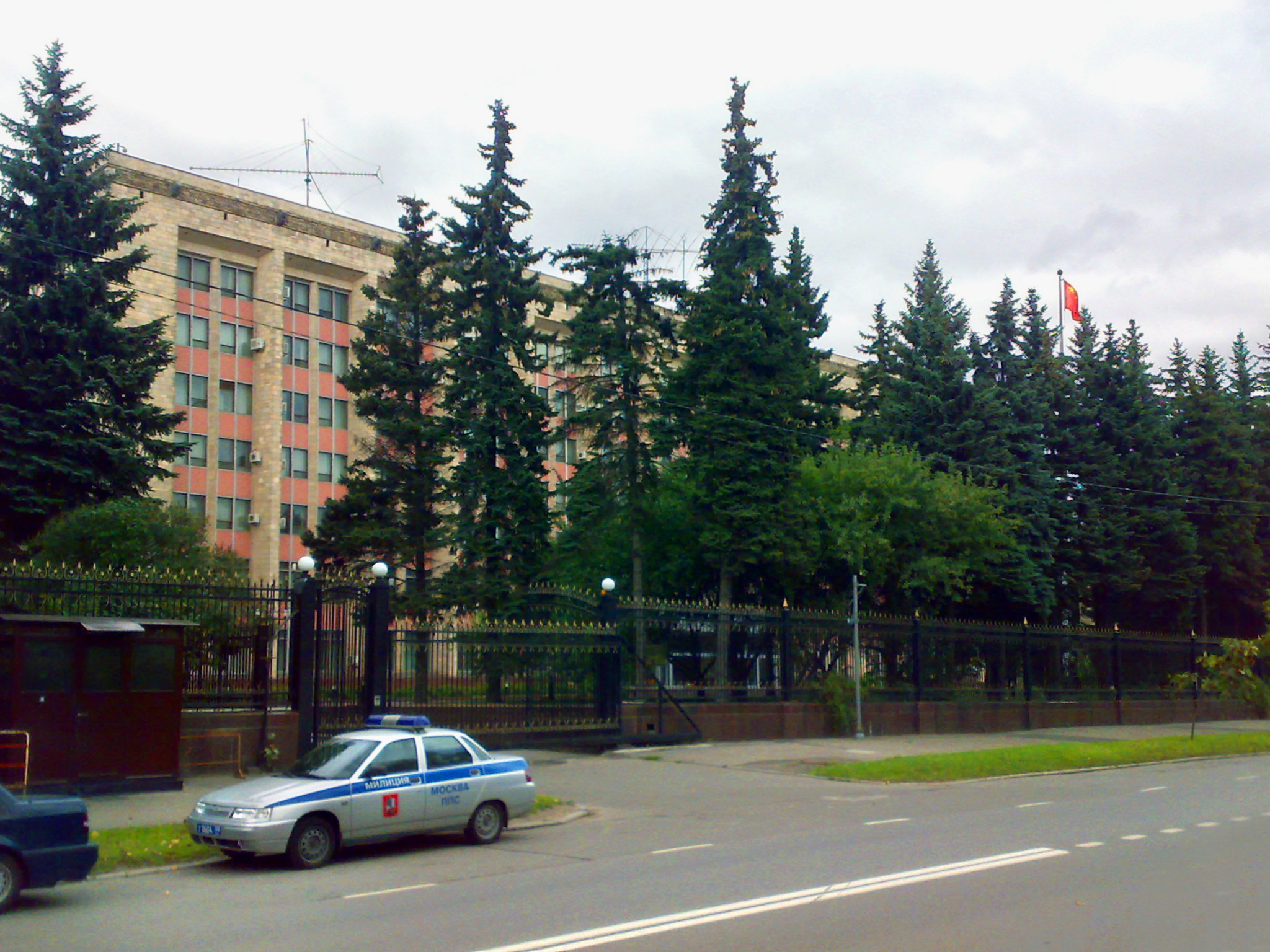
6 Druzhby Street in Moskau

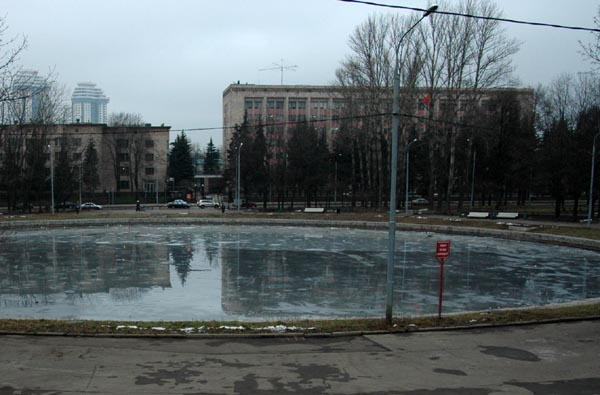
Ein Teich im Park neben der chinesischen Botschaft im Hintergrund.

Liste der chinesischen Botschafter in Russland (und zwischen 1925 und 1992 in der Sowjetunion).

## Liste
| Ernannt / Akkreditiert | Name           | chinesisch | Foto, Bemerkung | ernannt von     | akkreditiert bei                    | Posten verlassen |
| ---------------------- | -------------- | ---------- | --- | --------------- | ----------------------------------- | ---------------- |
| 14. Jan. 1731          | Tulišen        | 圖理珅     | (* 1667; † 1741) besuchte Moskau, der Zarenhof war seit 1710 in Sankt Petersburg Tulišen war an den Verhandlungen zu dem 1727 geschlossenen Vertrag von Kjachta beteiligt. | Yongzheng       | Anna                                | 8. März 1731     |
| Apr. 1732              | Deysin         |            | besuchten die Eremitage (Sankt Petersburg) | Yongzheng       | Anna                                | Apr. 1732        |
| Apr. 1732              | Bayanty        |            | besuchten die Eremitage (Sankt Petersburg) | Yongzheng       | Anna                                | Apr. 1732        |
| 22. Juni 1878          | Chong Hou      | 崇厚       | | Cixi            | Alexander II.                       | 10. Okt. 1879    |
| 22. Okt. 1879          | Shao Youlian   | 邵友濂     | (* 1840; † 1901) | Cixi            | Alexander II.                       | 3. Aug. 1880     |
| 12. Feb. 1880          | Zeng Jize      | 曾纪泽     | | Cixi            | Alexander II.                       | 17. Aug. 1886    |
| 27. Juli 1885          | Liu Ruifen     | 刘瑞芬     | | Cixi            | Alexander III.                      | 4. Jan. 1888     |
| 23. Juni 1887          | Hong Jun       | 崇厚       | | Cixi            | Alexander III.                      | 25. Feb. 1891    |
| 9. Sep. 1890           | Xu Jingcheng   | 许景澄     | | Cixi            | Alexander III.                      | 28. Mai 1897     |
| 23. Nov. 1896          | Yang Ru        | 杨儒       | | Cixi            | Nikolaus II.                        | 17. Feb. 1902    |
| 9. Apr. 1900           | Gui Chun       | 桂春       | | Cixi            | Nikolaus II.                        | 29. Juli 1900    |
| 12. Juli 1902          | Hu Weide       | 胡惟德     | | Cixi            | Nikolaus II.                        | 7. Okt. 1907     |
| 23. Sep. 1907          | Sa Yintu       | 萨荫图     | | Cixi            | Nikolaus II.                        | 22. Sep. 1911    |
| 6. Sep. 1911           | Lu Zhengxiang  | 陸徵祥     | Lu Chêng-hsiang | Puyi            | Nikolaus II.                        | 1. Feb. 1912     |
| 1. Feb. 1912           | Lu Zhengxiang  | 陸徵祥     | | Yuan Shikai     | Nikolaus II.                        | 1. März 1912     |
| 16. Sep. 1912          | Liu Jingren    | 刘镜人     | | Yuan Shikai     | Nikolaus II.                        | 26. Feb. 1918    |
| 6. Okt. 1923           | Li Jia'ao      | 李家鏊     | | Xu Shichang     | Alexei Iwanowitsch Rykow            | 29. Aug. 1925    |
| 29. Aug. 1925          | Sun Baoqi      | 孙宝琦     | Die diplomatischen Beziehungen wurden mit der Gründung der Sowjetunion aufgenommen.                                                                                        | Xu Shichang     | Alexei Iwanowitsch Rykow            |                  |
| 6. Jan. 1933           | Yan Huiqing    | 颜惠庆     | | Chiang Kai-shek | Wjatscheslaw Michailowitsch Molotow | 26. Aug. 1936    |
| 26. Aug. 1936          | Jiang Tingfu   | 蒋廷黼     | | Chiang Kai-shek | Wjatscheslaw Michailowitsch Molotow | 12. Mai 1938     |
| 12. Mai 1938           | Yang Jie       | 杨杰       | | Chiang Kai-shek | Wjatscheslaw Michailowitsch Molotow | 18. Apr. 1940    |
| 18. Apr. 1940          | Shao Lizi      | 邵力子     | | Chiang Kai-shek | Wjatscheslaw Michailowitsch Molotow | 15. Jan. 1943    |
| 15. Jan. 1943          | Fu Bingchang   | 傅秉常     | | Chiang Kai-shek | Wjatscheslaw Michailowitsch Molotow | 11. Okt. 1949    |
| Okt. 1949              | Wang Jiaxiang  | 王稼祥     | | Mao Zedong      | Josef Stalin                        | Feb. 1951        |
| Apr. 1951              | Zhang Wentian  | 张闻天     | | Mao Zedong      | Josef Stalin                        | Jan. 1955        |
| Feb. 1955              | Liu Xiao       | 刘晓       | | Mao Zedong      | Nikolai Alexandrowitsch Bulganin    | Okt. 1962        |
| Dez. 1962              | Pan Zili       | 潘自力     | | Liu Shaoqi      | Nikita Sergejewitsch Chruschtschow  | Mai 1966         |
| Nov. 1970              | Liu Xinquan    | 刘新权     | | Dong Biwu       | Leonid Iljitsch Breschnew           | März 1976        |
| Aug. 1977              | Wang Youping   | 王幼平     | | Song Qingling   | Leonid Iljitsch Breschnew           | Juli 1979        |
| Apr. 1980              | Yang Shouzheng | 杨守正     | | Ye Jianying     | Leonid Iljitsch Breschnew           | Jan. 1985        |
| März 1985              | Li Zewang      | 李则望     | | Li Xiannian     | Andrei Andrejewitsch Gromyko        | Juli 1987        |
| Sep. 1988              | Yu Hongliang   | 于洪亮     | | Yang Shangkun   | Michail Sergejewitsch Gorbatschow   | Nov. 1991        |
| Dez. 1991              | Wang Jinqing   | 王荩卿     | | Yang Shangkun   | Boris Nikolajewitsch Jelzin         | Feb. 1992        |
| Feb. 1992              | Wang Jinqing   | 王荩卿     | | Yang Shangkun   | Boris Nikolajewitsch Jelzin         | Juni 1995        |
| Juni 1995              | Li Fenglin     | 李凤林     | 1989–1991 Botschafter in Sofia, 1991–1995: Botschafter in Bukarest, 1992–1993: Botschafter in Chișinău.                                                                    | Jiang Zemin     | Boris Nikolajewitsch Jelzin         | Sep. 1998        |
| Sep. 1998              | Wu Tao         | 武韬       | | Jiang Zemin     | Boris Nikolajewitsch Jelzin         | Juli 2001        |
| Juli 2001              | Zhang Deguang  | 张德广     | | Jiang Zemin     | Wladimir Wladimirowitsch Putin      | Okt. 2003        |
| Nov. 2003              | Liu Guchang    | 刘古昌     | | Hu Jintao       | Wladimir Wladimirowitsch Putin      | Juli 2009        |
| Aug. 2009              | Li Hui         | 李辉       | | Hu Jintao       | Dmitri Anatoljewitsch Medwedew      |                  |